# A donde fue el amor
Where Love Has Gone, conocida en español como A donde fue el amor, es una película de drama estadounidense de 1964, dirigida por Edward Dmytryk y protagonizada por Susan Hayward y Bette Davis.

## Sinopsis
La película comienza con titulares que afirman que Danielle Miller ha asesinado a Rick Lazich, quien fue el último amante de su madre Valerie Hayden. El padre de Dani, Luke Miller, describe los eventos que llevaron a la tragedia.
Cerca del final de la Segunda Guerra Mundial, el héroe de las Fuerzas Aéreas del Ejército Miller está en San Francisco para un desfile en su honor y conoce a Valerie Hayden en una exposición de arte donde se exhibe una de sus obras. Es invitado a cenar por la madre de Valerie, la Sra. Gerald Hayden, quien le ofrece un trabajo y una dote como incentivo para que se case con Valerie. Él sale furioso de la casa, pero Valerie lo sigue, quien dice que no puede ir en contra de los deseos de su madre, pero que lo admira por haberla rechazado. Se desarrolla una relación y los dos se casan, aunque un antiguo traje, Sam Corwin, predice que el matrimonio fracasará.
A medida que pasa el tiempo, Luke Miller se convierte en un arquitecto exitoso y rechaza otra oferta de empleo de su suegra, sin embargo, la influyente y vengativa Sra. Hayden usa sus contactos en la industria bancaria para asegurarse de que a Miller se le nieguen los préstamos para ayudarlo a construir. su negocio. Él cede y acepta un puesto en la empresa de la Sra. Hayden. Nace su hija, Dani, pero la relación de la pareja comienza a deteriorarse con Miller cayendo en el alcoholismo y Valerie entregandose a un estilo de vida promiscuo. El matrimonio termina cuando Miller la encuentra teniendo sexo con otro chico y la Sra. Hayden insiste en divorciarse de él. Pasan los años y Dani finalmente se convierte en la rival de su madre por el mismo tío.
De vuelta al presente, Dani afirma que estaba defendiendo a Valerie de un ataque, y cuando el caso llega a los tribunales, se dicta un veredicto de homicidio justificable. Comienza una investigación sobre dónde ubicar a Dani, pero ni la investigadora Marian Spicer ni el psiquiatra Dr. Jennings pueden persuadir a Dani para que hable sobre sus sentimientos. Cuando la Sra. Hayden solicita la custodia de Dani y todavía se niega a revelarse, Valerie revela que Dani estaba tratando de matarla y que Rick solo fue asesinado cuando trató de defender a Valerie. Valerie regresa a casa y se suicida, y tras su muerte Luke Miller intenta ayudar a Dani a reconstruir su vida.

## Reparto
| Actor             | Personaje               |
| ----------------- | ----------------------- |
| Susan Hayward     | Valerie Hayden Miller   |
| Bette Davis       | Sra. Gerald Hayden      |
| Mike Connors      | Luke Miller             |
| Joey Heatherton   | Danielle Valerie Miller |
| Jane Greer        | Marian Spicer           |
| DeForest Kelley   | Sam Corwin              |
| George Macready   | Gordon Harris           |
| Anne Seymour      | Dra. Sally Jennings     |
| Willis Bouchey    | Murphy                  |
| Walter Reed       | George Babson           |
| Ann Doran         | Sra. Geraghty           |
| Bartlett Robinson | Sr. John Coleman        |
| Whit Bissell      | Prof. Bell              |
| Anthony Caruso    | Rafael                  |

## Recepción crítica
Aunque Robbins y el estudio se negaron a reconocer una conexión, algunas publicaciones como Newsweek señalaron las similitudes entre la película y el caso real de Cheryl Crane , la hija de la actriz Lana Turner , quien en 1958 apuñaló y mató al novio de su madre, Johnny . Stompanato , alegando que estaba defendiendo a Turner de un ataque. Newark escribió que el caso parecía haber influido en la "historia tonta" y la describió como "un pastiche típico de Harold Robbins de recortes de periódicos generosamente cubiertos de sentimiento y pegados con sexo".